# Frankenia hamata
Frankenia hamata är en frankeniaväxtart som beskrevs av Victor Samuel Summerhayes. Frankenia hamata ingår i släktet frankenior, och familjen frankeniaväxter. Inga underarter finns listade i Catalogue of Life.